# Ehlenbach

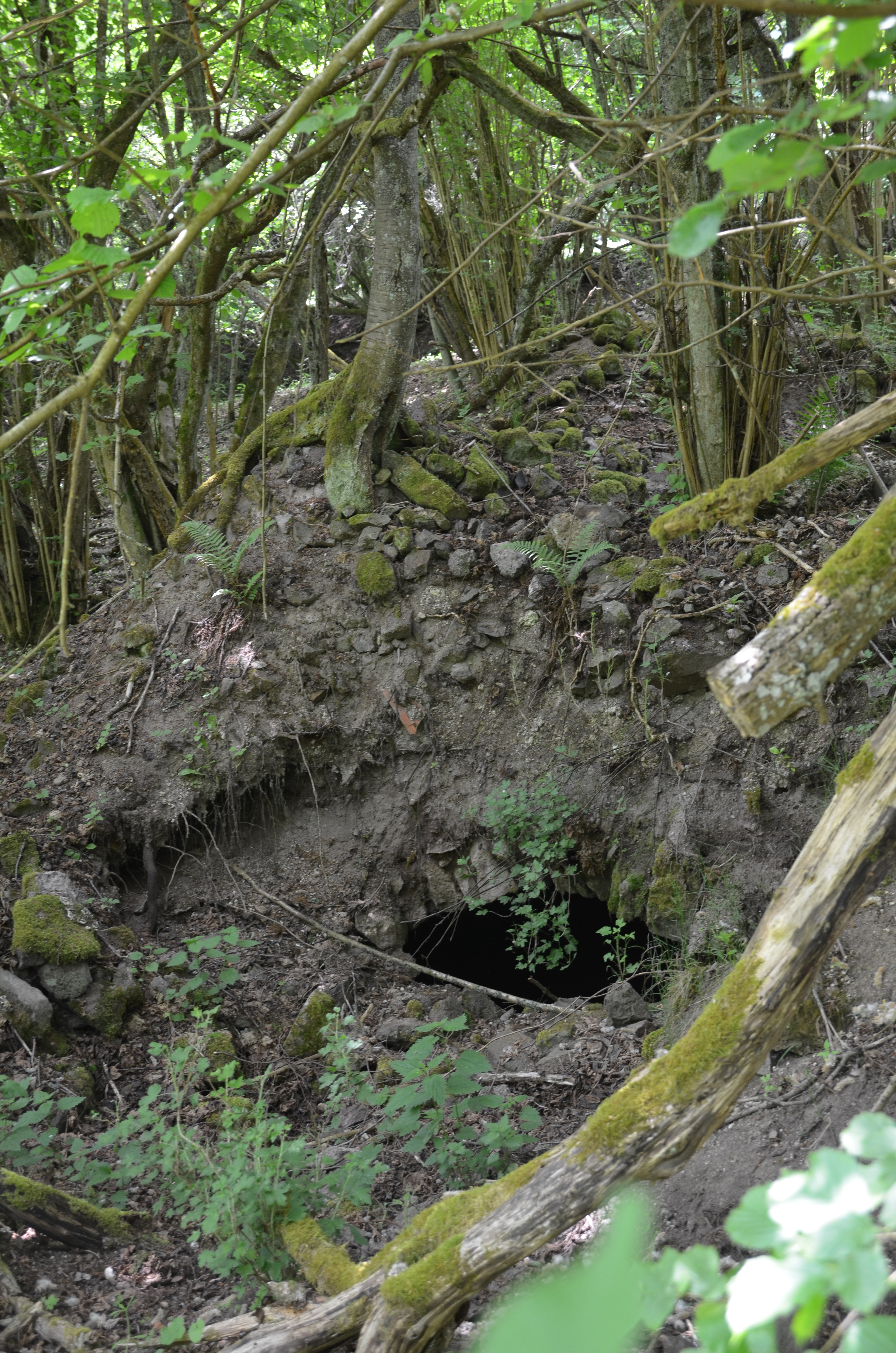
Reste eines Gebäudes

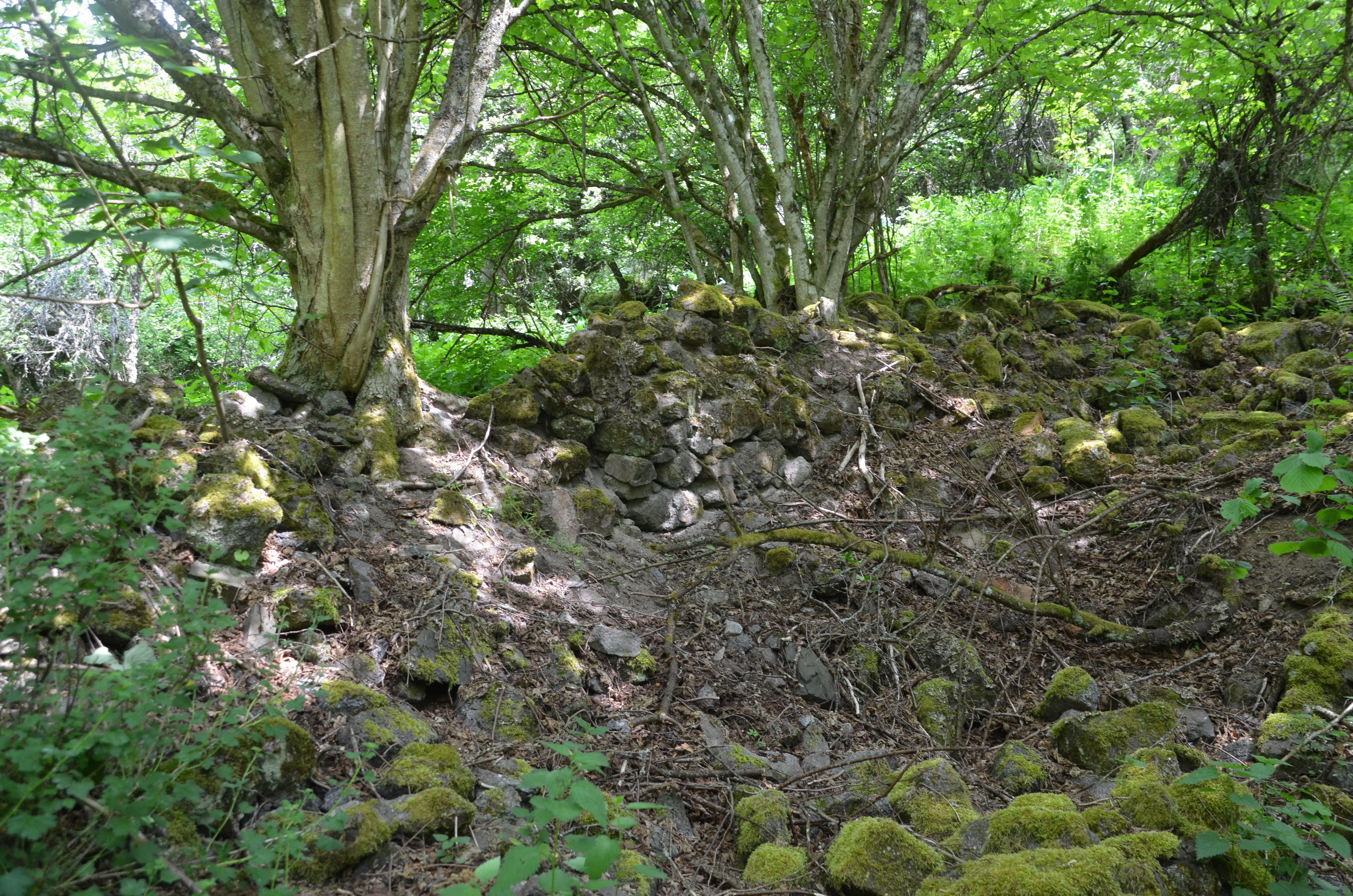
Weitere Mauerreste aus Ehlenbach

Ehlenbach war ein Dorf im südlichen Naheraum am Oberlauf der Steinalb, das 1933 162 Einwohner zählte, bevor es 1938 aufgrund der Errichtung des Truppenübungsplatzes Baumholder geräumt wurde.

## Geschichte
Ehlenbach wird 1325 erstmals erwähnt. Es gehörte zur Herrschaft Sien im wildgräflichen Hochgericht auf der Heide und wurde ab 1701 von der Schultheißerei Kirchenbollenbach verwaltet. Zu französischer Zeit blieb Ehlenbach Kirchenbollenbach zugeordnet und war in dem Kanton Baumholder angegliedert. Nach dem Wiener Kongress wurde es 1816 dem coburg-saalfeldschen Kanton Grumbach und der Bürgermeisterei Mittelbollenbach, später der Bürgermeisterei Sien, im Fürstentum Lichtenberg zugeordnet und fiel 1834 an Preußen. Erst 1909 wurde der Ort der Bürgermeisterei Weierbach angegliedert, bei der er bis zu seiner Auflösung blieb. Die Gemarkung gehört seit 1994 zur Stadt Idar-Oberstein.